# Dekanat korelicki
Dekanat korelicki – jeden z czterech dekanatów wchodzących w skład eparchii nowogródzkiej Egzarchatu Białoruskiego Patriarchatu Moskiewskiego.

## Parafie w dekanacie
- Parafia Kazańskiej Ikony Matki Bożej w Bereźnie
  - Cerkiew Kazańskiej Ikony Matki Bożej w Bereźnie
- Parafia św. Michała Archanioła w Cyrynie
  - Cerkiew św. Michała Archanioła w Cyrynie
- Parafia Zmartwychwstania Pańskiego w Jeremiczach
  - Cerkiew Zmartwychwstania Pańskiego w Jeremiczach
- Parafia św. Serafina Wyrickiego w Kajszówce
  - Cerkiew św. Serafina Wyrickiego w Kajszówce
- Parafia Świętych Apostołów Piotra i Pawła w Koreliczach
  - Cerkiew Świętych Apostołów Piotra i Pawła w Koreliczach
- Parafia św. Mikołaja Cudotwórcy w Kryszyłowszczyźnie
  - Cerkiew św. Mikołaja Cudotwórcy w Kryszyłowszczyźnie
- Parafia Zaśnięcia Najświętszej Maryi Panny w Lubaniczach
  - Cerkiew Zaśnięcia Najświętszej Maryi Panny w Lubaniczach
- Parafia św. Michała Archanioła w Lubnie
  - Cerkiew św. Michała Archanioła w Lubnie
- Parafia Zmartwychwstania Pańskiego w Łukach
  - Cerkiew Zmartwychwstania Pańskiego w Łukach
- Parafia św. Proroka Eliasza w Łykowiczach
  - Cerkiew św. Proroka Eliasza w Łykowiczach
- Parafia Narodzenia św. Jana Chrzciciela w Małych Żuchowiczach
  - Cerkiew Narodzenia św. Jana Chrzciciela w Małych Żuchowiczach
- Parafia św. Michała Archanioła w Miratyczach
  - Cerkiew św. Michała Archanioła w Miratyczach
- Parafia św. Jerzego Zwycięzcy w Mirze
  - Cerkiew św. Jerzego Zwycięzcy w Mirze
- Parafia Świętej Trójcy w Mirze
  - Cerkiew Świętej Trójcy w Mirze
- Parafia Wniebowstąpienia Pańskiego w Niedźwiadce Wielkiej
  - Cerkiew Wniebowstąpienia Pańskiego w Niedźwiadce Wielkiej
- Parafia Wszystkich Świętych Ziemi Białoruskiej w Raduniu
  - Cerkiew Wszystkich Świętych Ziemi Białoruskiej w Raduniu
- Parafia Przemienienia Pańskiego w Rajcy
  - Cerkiew Przemienienia Pańskiego w Rajcy
- Parafia św. Barbary w Rajcy
  - Cerkiew św. Barbary w Rajcy
- Parafia Wszystkich Świętych w Rucie Dolnej
  - Cerkiew Wszystkich Świętych w Rucie Dolnej
- Parafia Opieki Matki Bożej w Simakowie
  - Cerkiew Opieki Matki Bożej w Simakowie
- Parafia Narodzenia Najświętszej Maryi Panny w Troszczycach
  - Cerkiew Narodzenia Najświętszej Maryi Panny w Troszczycach
- Parafia Opieki Matki Bożej w Turzcu
  - Cerkiew Opieki Matki Bożej w Turzcu
- Parafia Zmartwychwstania Pańskiego w Wielkiej Słobodzie
  - Cerkiew Zmartwychwstania Pańskiego w Wielkiej Słobodzie
- Parafia Świętych Apostołów Piotra i Pawła w Wielkich Żuchowiczach
  - Cerkiew Świętych Apostołów Piotra i Pawła w Wielkich Żuchowiczach
- Parafia św. Eufrozyny Połockiej w Worończy
  - Cerkiew św. Eufrozyny Połockiej w Worończy
- Parafia św. Anny w Zagórzu
  - Cerkiew św. Anny w Zagórzu
- Parafia św. Jerzego Zwycięzcy w Zapolu
  - Cerkiew św. Jerzego Zwycięzcy w Zapolu
- Parafia Świętych Apostołów Piotra i Pawła w Zarzeczu
  - Cerkiew Świętych Apostołów Piotra i Pawła w Zarzeczu

## Galeria

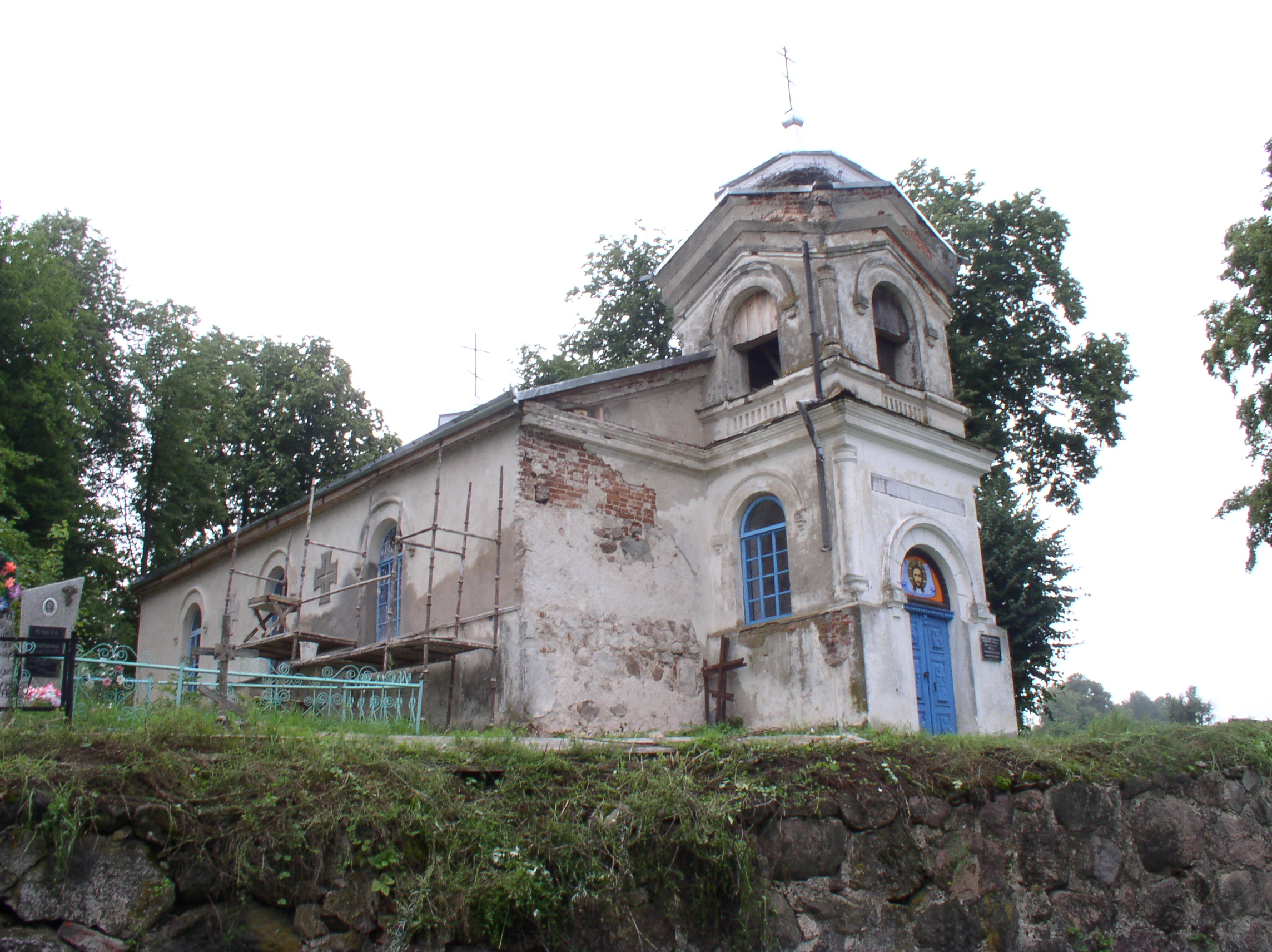
Cerkiew Kazańskiej Ikony Matki Bożej w Bereźnie
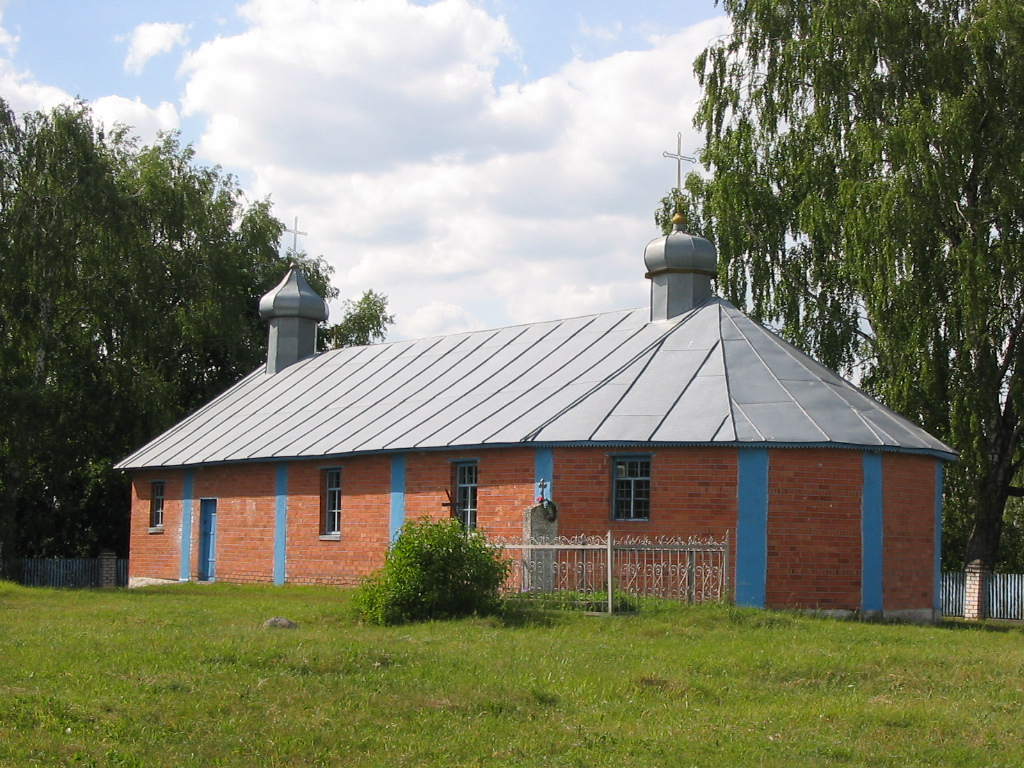
Cerkiew św. Michała Archanioła w Cyrynie
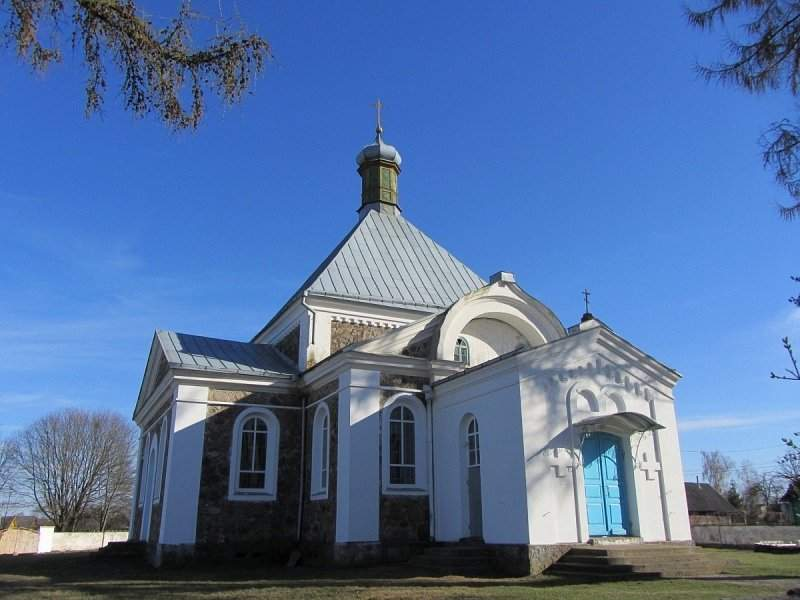
Cerkiew Zmartwychwstania Pańskiego w Jeremiczach
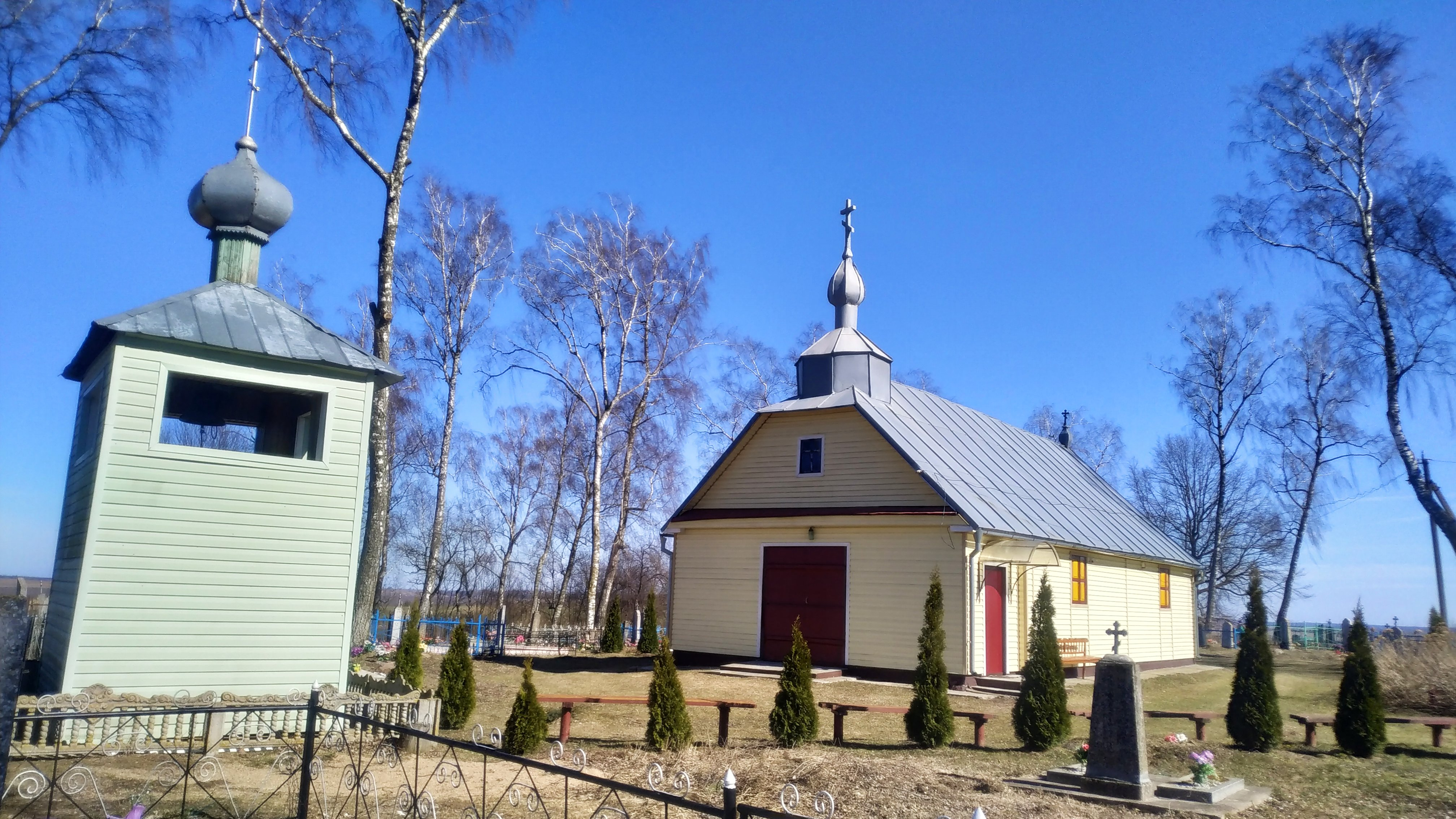
Cerkiew Zmartwychwstania Pańskiego w Łukach
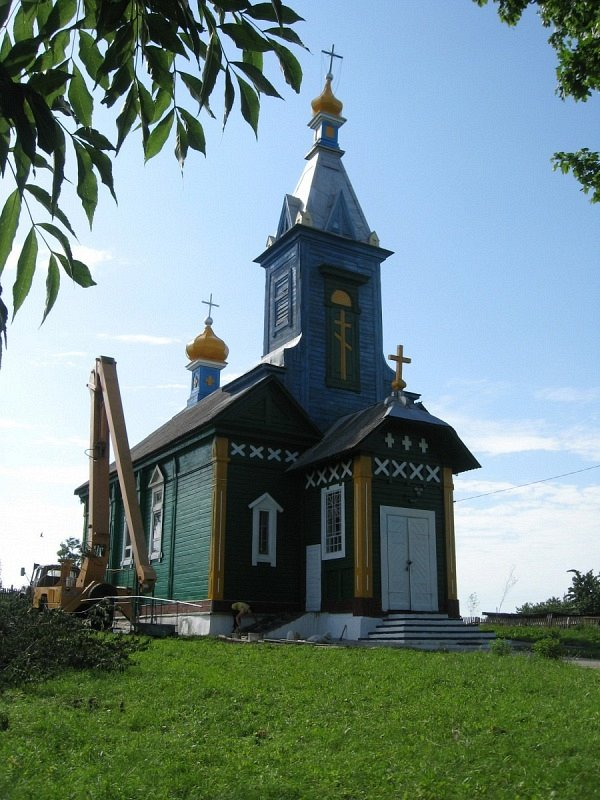
Cerkiew Narodzenia Najświętszej Maryi Panny w Małych Żuchowiczach
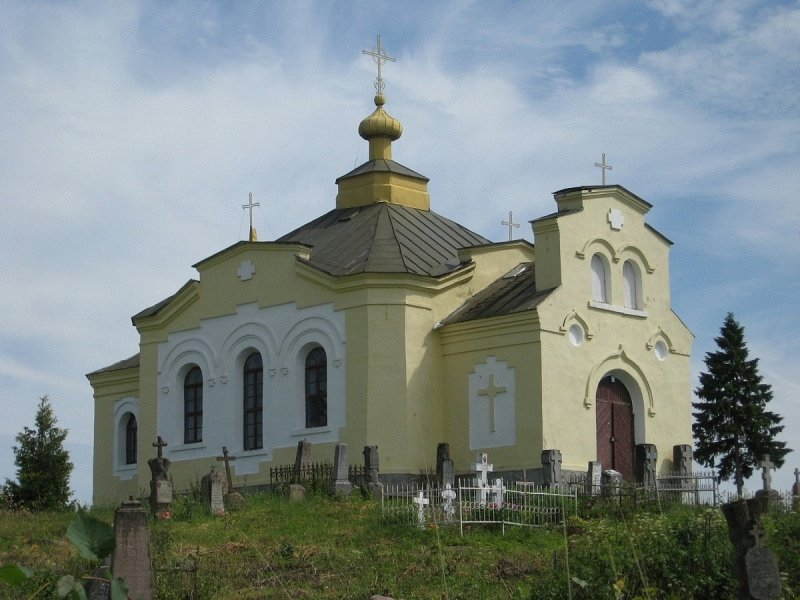
Cerkiew św. Jerzego Zwycięzcy w Mirze
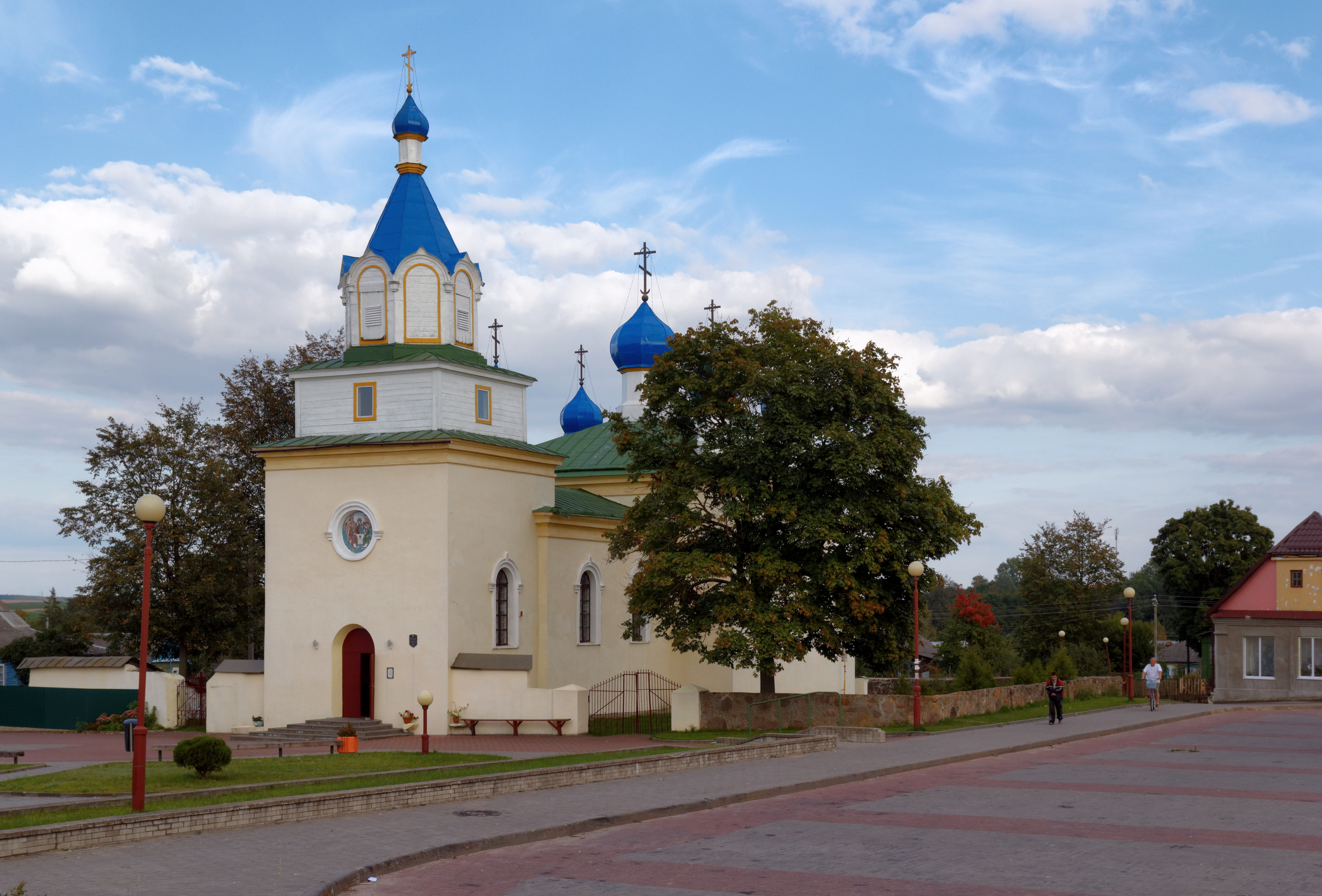
Cerkiew Świętej Trójcy w Mirze
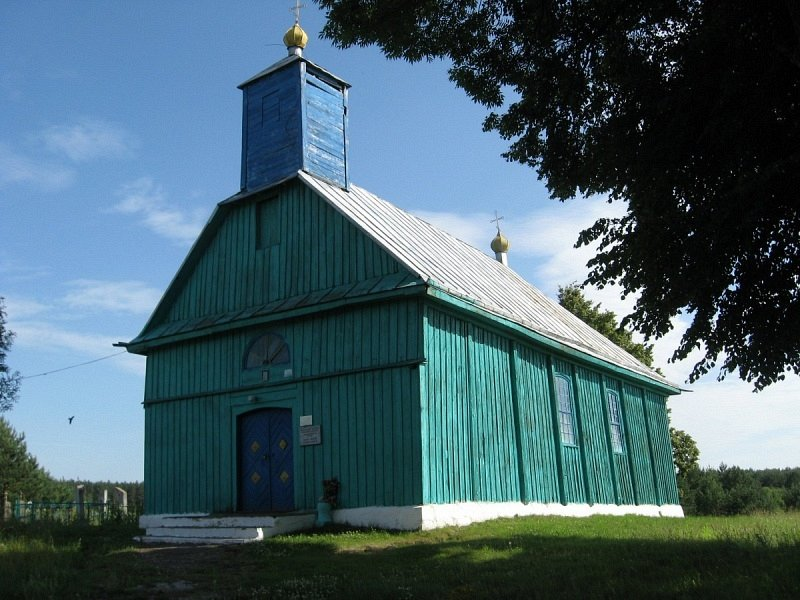
Cerkiew Wniebowstąpienia Pańskiego w Niedźwiadce Wielkiej
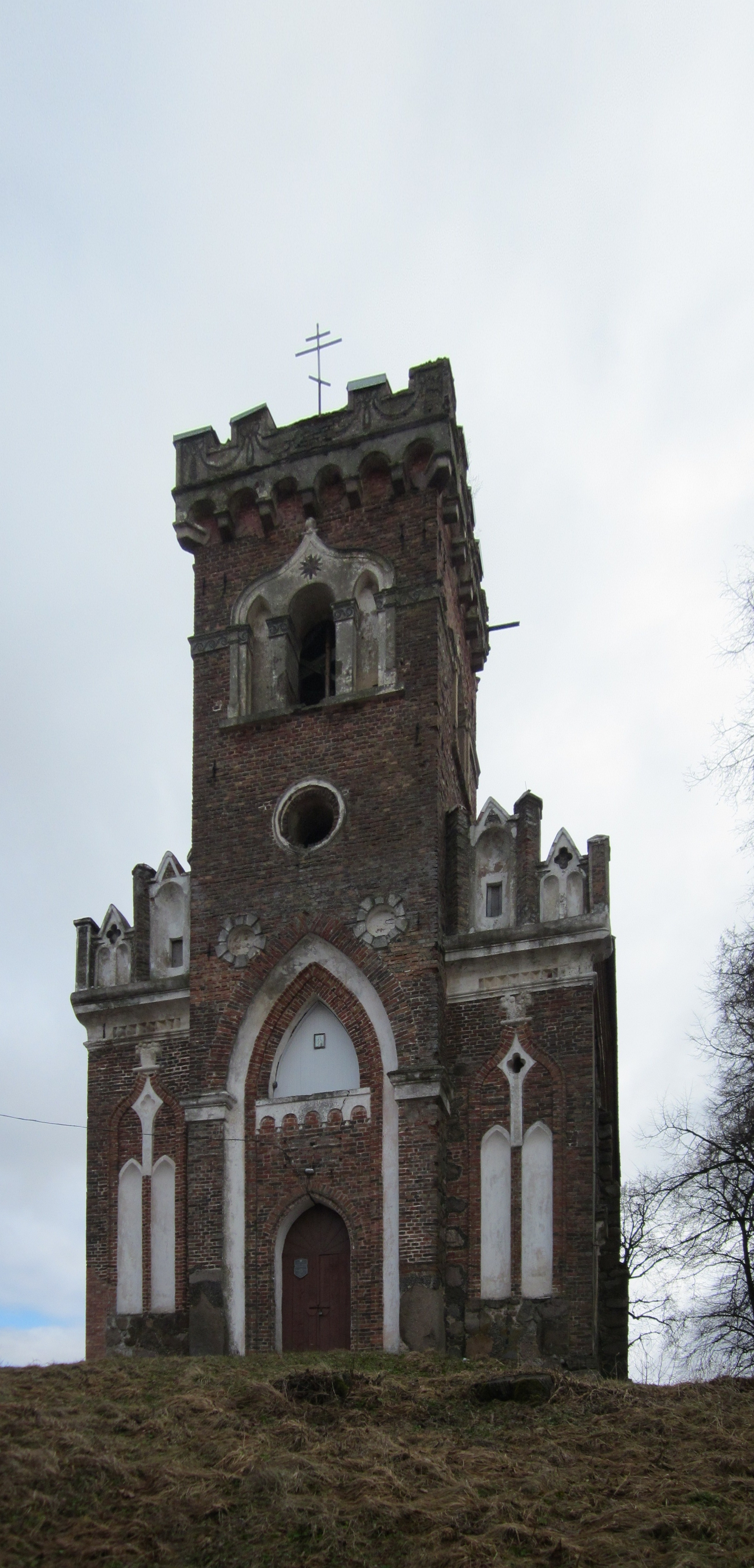
Cerkiew św. Barbary w Rajcy
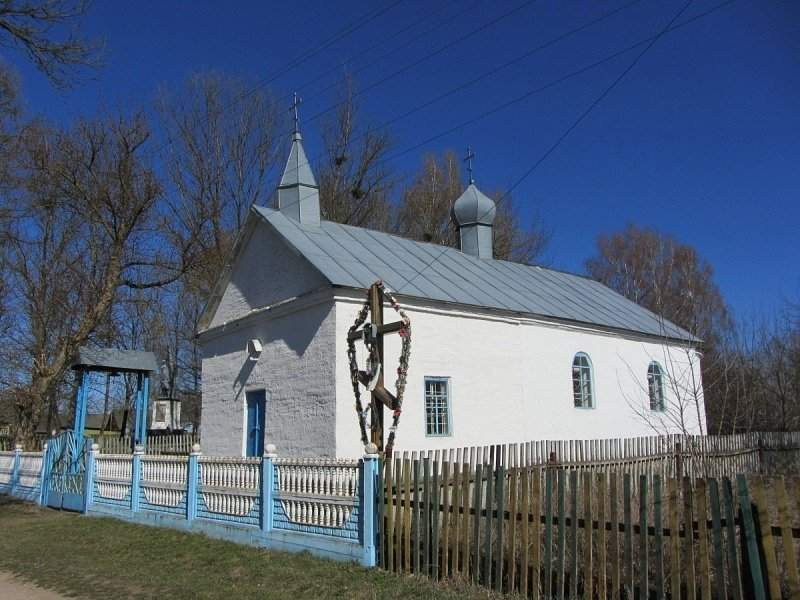
Cerkiew Opieki Matki Bożej w Simakowie
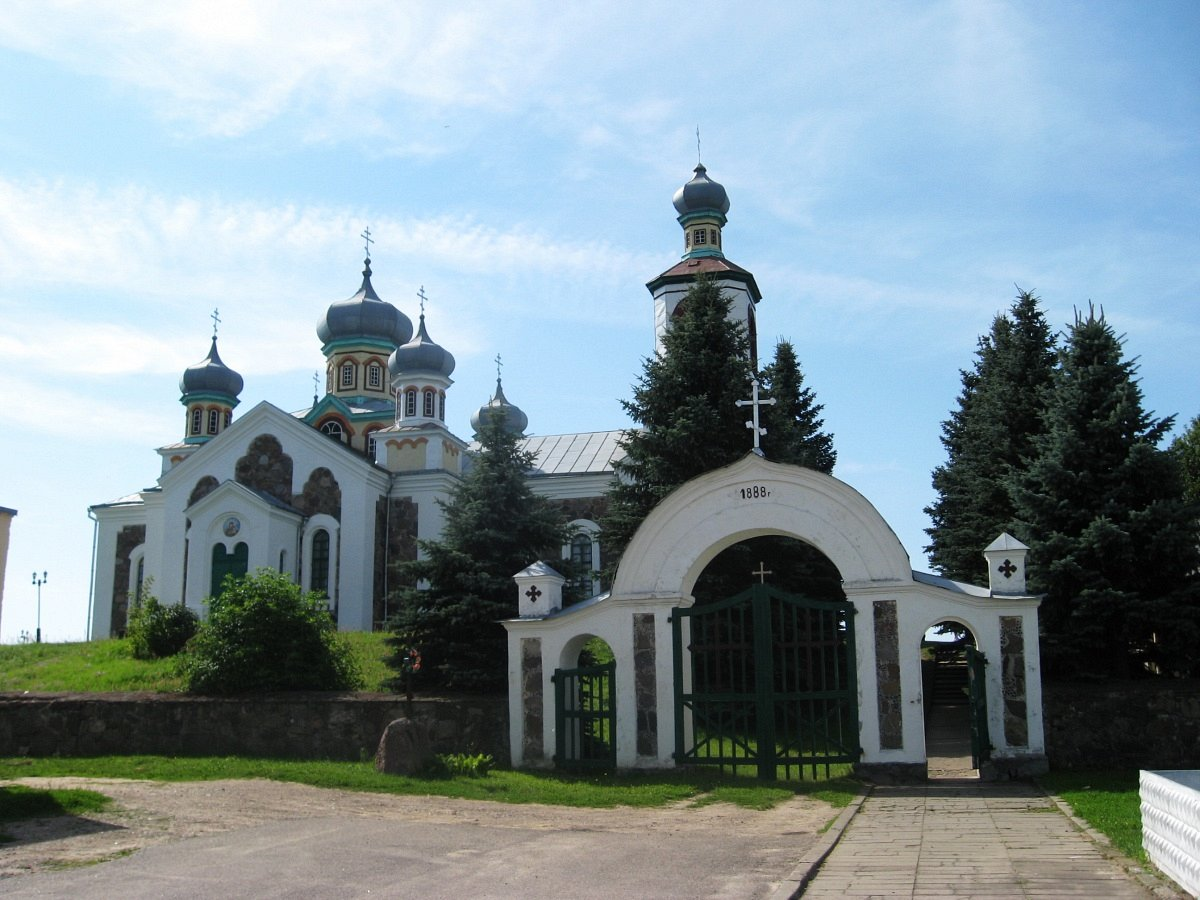
Cerkiew Opieki Matki Bożej w Turzcu
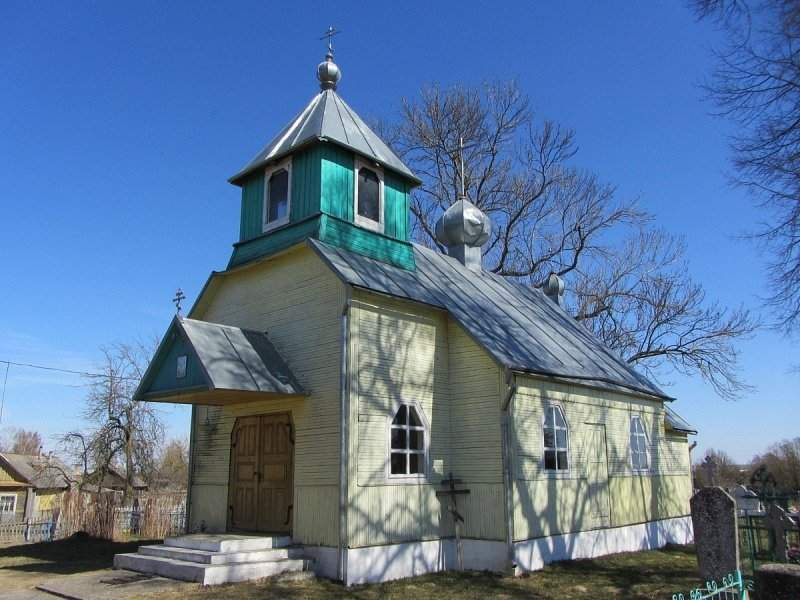
Cerkiew Zmartwychwstania Pańskiego w Wielkiej Słobodzie
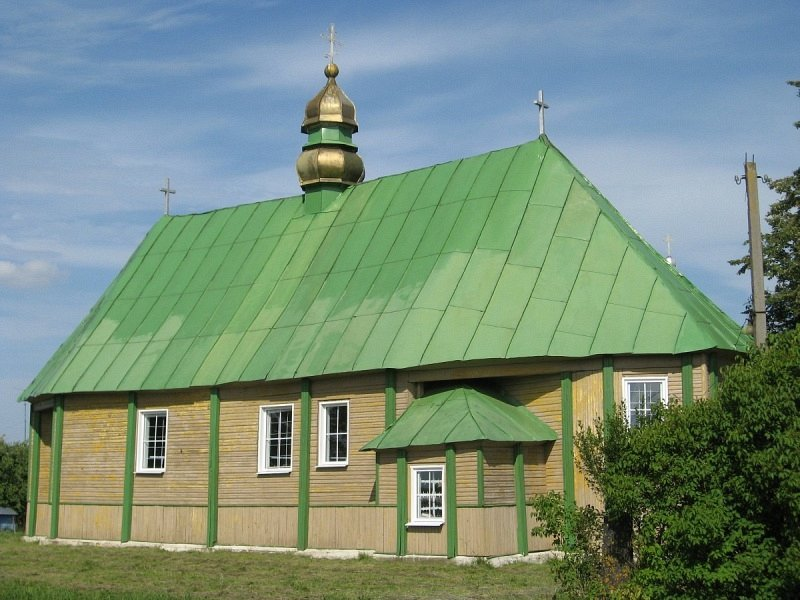
Cerkiew Świętych Piotra i Pawła w Wielkich Żuchowiczach
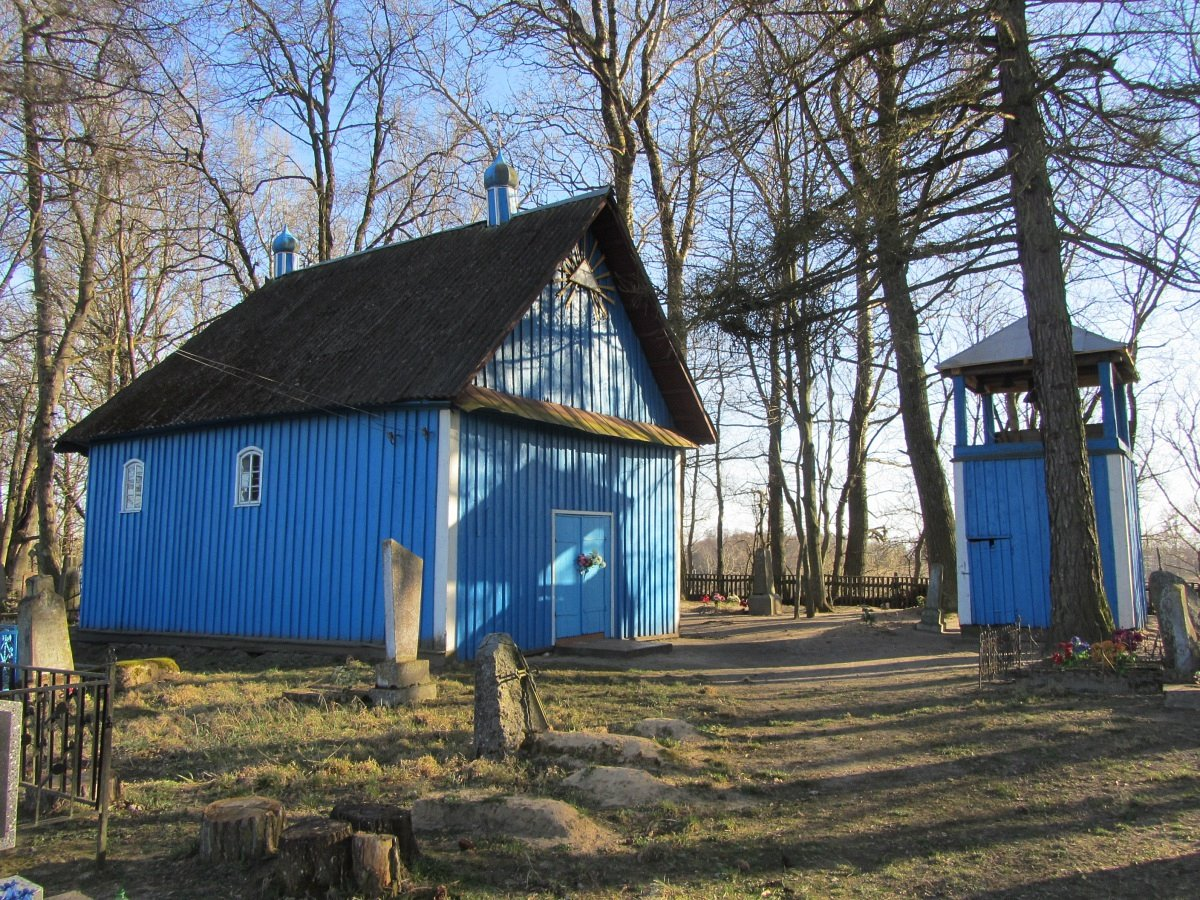
Cerkiew Świętych Piotra i Pawła w Zarzeczu